# Sukatani (Cisoka)
Sukatani is een bestuurslaag in het regentschap Tangerang van de provincie Banten, Indonesië. Sukatani telt 9889 inwoners (volkstelling 2010).